# 平維納內冰原島峰
72°0′S 23°17′E / 72.000°S 23.283°E
平維納內冰原島峰（英語：Pingvinane Nunataks），是南極洲的冰原島峰，位於毛德皇后地的阿斯特里德公主海岸，處於庫穆盧斯山西北面，屬於穆利格-霍夫曼山脈的一部分，現時由南極條約體系管理。